# Labadie (Haïti)
Pour les articles homonymes, voir Labadie.

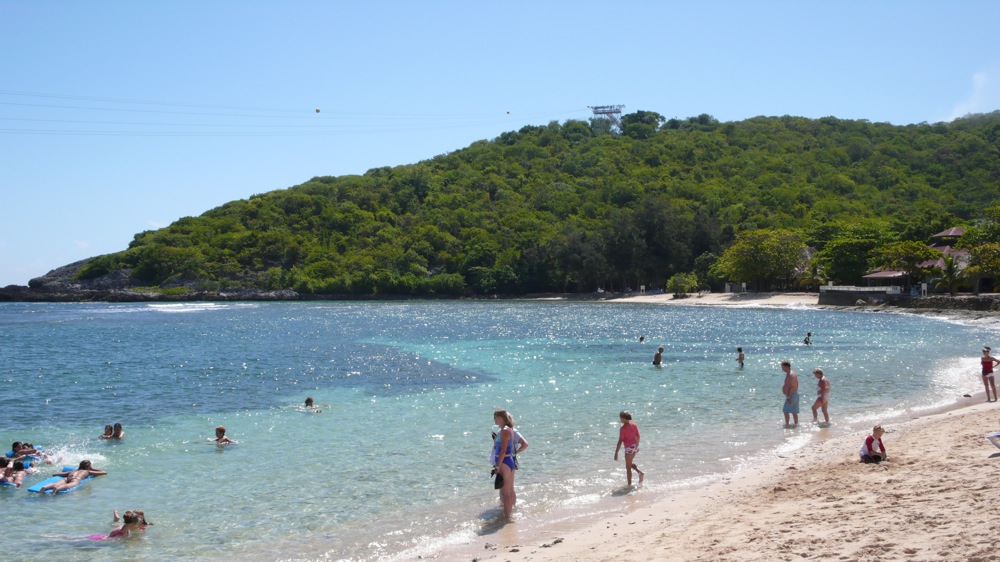
Labadie

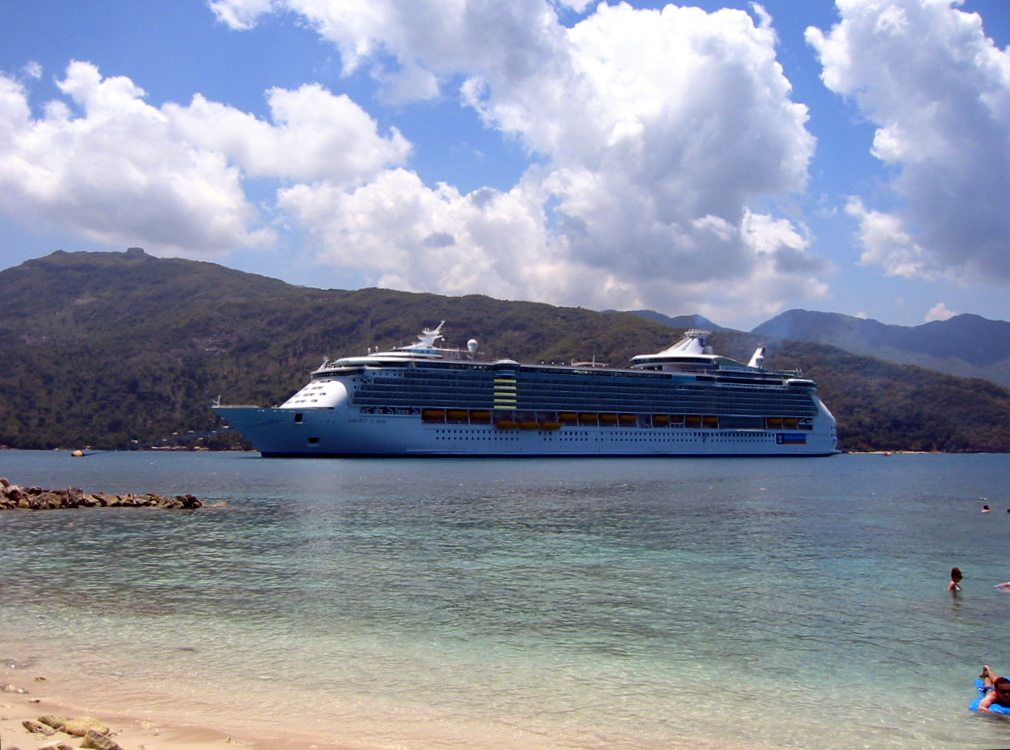
Liberty of the Seas (de la classe Freedom), à Labadie

Labadie (appelée en anglais : Labadee, à destination des touristes anglophones) est une station balnéaire privée située sur la côte septentrionale d'Haïti.

## Toponymie
Le nom de Labadie vient du marquis de La Badie qui était propriétaire des lieux au XVIIIe siècle.

## Géographie
Bien que parfois décrite comme étant une île dans des publicités, le site touristique de Labadie se trouve en réalité sur une petite presqu'ile au nord-est de la baie de l'Acul, située à 5 km au nord-ouest de la ville du Cap-Haïtien dont elle dépend administrativement.

## Station touristique
Cette station touristique privée est louée à la Royal Caribbean International par l'État haïtien depuis 1985, fournissant ainsi la plus grande contribution aux revenus touristiques d'Haïti depuis 1986. La compagnie emploie 300 travailleurs locaux, et permet à 200 autres de vendre leurs produits sur le site. Elle paye à l'État haïtien 6 USD par touriste.
La station est complètement orientée vers les cinq plages et est gardée par une force de sécurité privée. Le site est séparé des alentours par une clôture, et les passagers ne sont pas autorisés à quitter le domaine. Un groupe contrôlé de marchands haïtiens ont le droit exclusif de vendre leurs marchandises et d'établir leurs activités dans la station. RCI a construit une jetée à Labadie qui a accueilli en 2009 le plus gros paquebot de croisière jamais construit : Oasis of the Seas.
Les attractions incluent un marché aux puces, de nombreuses plages, des sports nautiques, un terrain de jeu orienté vers l'eau, et une tyrolienne.
Les bateaux de croisières ont continué à faire escale à Labadie les jours suivant le séisme du 12 janvier 2010.